# Puerto Miranda (paroisse civile)
Pour les articles homonymes, voir Puerto Miranda.
Puerto Miranda est l'une des trois paroisses civiles de la municipalité de Camaguán dans l'État de Guárico au Venezuela. Sa capitale est Puerto Miranda.

## Géographie

### Démographie
Hormis sa capitale Puerto Miranda qui se situe sur la rive opposée du río Portuguesa qui la sépare de San Fernando de Apure, capitale de l'État voisin d'Apure et à laquelle elle est reliée par pont María Nieves, la paroisse civile possède plusieurs localités :
- Jarina
- La Carita
- Puerto Miranda
- San Fernando 2000
- Sombrerito